# Mamadou Ousseini
 (août 2016).
Mamadou Ousseini, né le 1er janvier 1953 à Gouré, est un ancien général de l'armée et ancien ministre nigérien. Il est, depuis février 2014, « ambassadeur extraordinaire et plénipotentiaire de la République du Niger auprès du Royaume du Maroc ».

## Biographie
Le Général de Division Mamadou Ousseini, officier des Forces Armées Nigériennes, Grand Officier de l'Ordre National du Niger, est né le 1er janvier 1953 à Gouré. Ce père de famille de six enfants a fréquenté l’Ecole Militaire Préparatoire Technique de Bingerville où il obtint son BAC. Après avoir pris service le 1er août 1974, il bénéficia de plusieurs stages et études militaires, notamment de 1975 à 1977 à l’Académie Militaire d'Antsirabé (Madagascar); de 1977 à 1978, un stage au Groupement d'Application d'Infanterie à Montpellier (France); 1978, Application : Brevet parachutisme militaire (6621) à PAU ; Brevet d'instructeur Commando à Mont-Louis et Collioure ; Brevet d'alpinisme militaire (BAM) à Mont-Louis ; stage d'Officier des Troupes Aéroportées (TAP) à PAU ; en 1983, Cours de Capitaine d'Infanterie à Montpellier (France); 1989, Cours d'Etat-major à Compiègne (France); 1996–1997, Collège Inter-Armées de Défense (CID) France.
Le Général de Division Mamadou Ousseini parle le Français, l’Anglais, le Haoussa et le Kanouri. Au cours de son cursus, il a obtenu les nominations       suivantes : Sous-lieutenant, le 01-01–1977; Lieutenant, le 01-01-1979 ; Capitaine, le 01-01-1984 ; Commandant, le 01-01-1990 ; Lieutenant-colonel, le 01-01-1995 ; Colonel, le 01-01-2000 ; Général de Brigade, le 01- 01- 2006 et Général de Division en 2012. De 1978 à sa nomination actuelle en tant que ministre de la Défense Nationale, le Général de Brigade Mamadou Ousseini a occupé les fonctions d’Officier adjoint au 2ème CSM d’Agadez; d’adjoint Commandant au 4ème CSM ; d’adjoint Commandant 3ème CPC de Zinder; de Commandant au 3ème CPC; de Commandant au 6ème CSM de Dirkou; de Commandant au CI d’Agadez; de Préfet de Dosso; de Préfet de Diffa ; de Chef de Corps de la Garde Républicaine; de Commandant de la zone II par intérim; de DAAP/MDN; de Commandant de la Garde Présidentielle ; de Conseiller terre du Ministre de la Défense Nationale; de Secrétaire Général du Ministère de la Défense Nationale; d’Attaché de Défense auprès de l'Ambassade du Niger à Abuja (Nigeria); de Chef d'Etat Major adjoint des armées des Forces Armées Nigériennes ; de Chef d'Etat Major de l'Armée de Terre.
En outre, le Général de Division Mamadou Ousseini a participé à l'exercice PELICAN 2000 organisé par la France, le Royaume Uni et la CEDEAO à Abuja (Nigeria) du 25 au 27 octobre 2000; au 2ème forum international sur le continent africain de l’Institut des Hautes Etudes de la Défense Nationale (IHEDN) de Paris en juin 2001 ; au séminaire sur ‘’les relations civilo-militaires en Afrique: Facteur de paix et de sécurité’’, tenu à Lomé du 29 au 31 octobre 2001 et organisé par le Centre Régional des Nations Unies pour la Paix et le Désarmement en Afrique en collaboration avec l'OUA, le National Démocratic Institute (NDI) et l'Africa Center for Stratégie Studies (ACSS) ; au séminaire pour hauts responsables à Addis Abeba, en Ethiopie du 24 février au 11 mars 2003 sur le thème ‘’gestion démocratique et relations civilo-militaires’’, organisé par le Centre d'études Stratégiques de l'Afrique.
. Nommé Ambassadeur Extraordinaire et Plénipotentiaire de la République du Niger auprès du Royaume du Maroc de 2014-2016. Parti a la retraite en  2015 selon le décret n° 2015- 289/PRN/MDN du 05 juin 2015.
En 1998, il a créé avec quelques ressortissants de la commune de Kellé la Coopérative d'Exploitation des Ressources Naturelles du Koutous qui gère le Parc d'élevage des Autruches de Kellé. Le Parc renferme les espèces suivantes: Autruches à cou rouge et cou noir, gazelles, Addax, paons, pintades sauvages et singes qui viennent s'abreuver dans le parc...